# Aliona Moon
Aliona Moon, właśc. Aliona Munteanu (ur. 25 maja 1989, Kiszyniów) – mołdawska piosenkarka, reprezentantka Mołdawii w 58. Konkursie Piosenki Eurowizji (2013).

## Życiorys
Karierę muzyczną zaczynała udziałem w mołdawskich konkursach i przeglądach piosenki. Jak sama podkreśla w wywiadach, „miłość do muzyki zaszczepiła w sobie dzięki mołdawskiej muzyce folklorystycznej i kołysankach, które usłyszała w dzieciństwie”.
W 2009 wzięła udział w talent show Fabrica de Staruri 2, mołdawskiej wersji hiszpańskiego Operación Triunfo. Zajęła trzecie miejsce. Wraz z dwoma innymi uczestnikami konkursu założyła zespół Thumbs Up, który upadł w 2011 po dwóch latach istnienia. Niedługo po rozpadzie zespołu kontynuowała karierę solową. Występowała na międzynarodowych festiwalach muzycznych, zdobyła pierwszą nagrodę na festiwalach Dana Spătaru i Martisora Dorohoian w Rumunii.
W 2012 wystąpiła w chórkach mołdawskiego piosenkarza i kompozytora Pashy Parfeny w trakcie jego występu w 57. Konkursie Piosenki Eurowizji w Baku. W 2013 solowo wygrała mołdawskie eliminacje eurowizyjne z utworem „A Million”, dzięki czemu została reprezentantką Mołdawii w 58. Konkursie Piosenki Eurowizji w Malmö. 14 maja wystąpiła w pierwszym półfinale konkursu z rumuńskojęzyczną wersją swojej propozycji – „O mie” i z czwartego miejsca awansowała do finału, w którym zajęła ostatecznie 11. miejsce z 71 punktami na koncie, w tym m.in. z maksymalną notą 12 punktów od Rumunii.
W 2014 wzięła udział w rumuńskiej wersji formatu The Voice (Vocea României), gdzie znalazła się w drużynie rumuńskiego piosenkarza Smiley. Dotarła do finału programu i zajęła w nim czwarte miejsce.